# Sibylle Appuhn-Radtke
Sibylle Appuhn-Radtke (* 12. Mai 1952 in Schleswig) ist eine deutsche Kunsthistorikerin.

## Leben
Nach dem Studium der Kunstgeschichte, Klassischen Archäologie und Volkskunde an den Universitäten Freiburg, Wien und München war sie von 1983 bis 1987 Volontärin und Kuratorin am Badischen Landesmuseum Karlsruhe. Nach der Promotion 1983 in Freiburg war sie von 1987 bis 1991 Stipendiatin des Deutschen Kunsthistorischen Instituts in Florenz und der Deutschen Forschungsgemeinschaft. Nach der Habilitation 1996 in Erlangen war sie von 1992 bis 2017 wissenschaftliche Mitarbeiterin am Zentralinstitut für Kunstgeschichte München. Von 2004 bis 2018 war sie außerplanmäßige Professorin in Erlangen.

## Schriften (Auswahl)
- Das Thesenblatt im Hochbarock. Studien zu einer graphischen Gattung am Beispiel der Werke Bartholomäus Kilians. Weißenhorn 1988, ISBN 3-87437-251-0.
- Visuelle Medien im Dienst der Gesellschaft Jesu. Johann Christoph Storer (1620–1671) als Maler der katholischen Reform. Regensburg 2000, ISBN 3-7954-1283-8.
- St. Ursula in München-Schwabing, Ein Kirchenbau von August Thiersch. Franz Schiermeier Verlag, München 2013, ISBN 978-3-943866-21-6.
- St. Sylvester in München-Schwabing, 800 Jahre Geschichte, Kunst und Kultur. Franz Schiermeier Verlag, München 2020, ISBN 978-3-943866-92-6.